# 大津市立上田上小学校
大津市立上田上小学校（おおつしりつ かみたなかみしょうがっこう）は、滋賀県大津市平野にある公立小学校。

## 通学区域
- 上田上大鳥居町、牧一丁目、牧二丁目、牧三丁目、上田上牧町、平野一丁目、平野二丁目、平野三丁目、上田上平野町、中野一丁目、中野二丁目、中野三丁目、上田上中野町、芝原一丁目、芝原二丁目、上田上芝原町、堂一丁目、堂二丁目、上田上堂町、新免一丁目、新免二丁目、上田上新免町、羽栗一丁目、大鳥居[1]。

※卒業後は基本的に大津市立田上中学校に進学する。